# الحسون (لوحة)
الحَسُّون (بالهولندية: Het puttertje)‏ هي لوحةٌ لِلفنان كاريل فابريتيوس أحد أهم فناني الرسم الهولندي في العصر الذهبي، وهي لوحة لطائر حسّون بالحجم الحقيقي مُقيّد بِسلسلة، مُوقعة ومُؤرّخة بتاريخ 1654، وهي إحدى مقتنيات متحف ماورتشهاوس في مدينة لاهاي الهولنديّة، والذي يضم أندر الأعمال الفنية للحقبة الذهبيّة لهولندا. هي لوحة زيتيّة على لوحة قماشيّة، رسمها فابريتيوس مُستخدمًا تقنية الخداع البصري «‌ترمبلوي» بارتفاع 33.5 سم وعرض 22.8 سم، وكانت قطعة من عدة قطع ربما شكلت مع بعضها هيكل أكبر يُمثل دعامة نافذة، أو رُبما غلاف لأحد الكتب، من المحتمل أيضًا أنَّ اللوحة كانت في مرسم الرسام في مدينة دلفت في هولندا حين انفجر مخزن للبارود في المدينة، حيث أدى هذا الانفجار إلى مقتل أكثر من 1,200 شخصًا وكان من بينهم كاريل، كما دمّر معظم أرجاء المدينة.
الحسون، طائر ملون، وكان طائرًا شائعًا كحيوان أليف، بحيث يمكن تعليمه حِيلًا بسيطة كرفع دلو من الماء بحجم الكشتبان. كما اشتهر طائر الحسون بأنه جالبٌ للصحة الجيدة، واستخدم في لوحات عصر النهضة في إيطاليا على أنه رمز للخلاص و‌آلام المسيح. تُعد لوحة طائر الحسون لوحةً غير اعتياديةٍ بالنسبة للحُقبة الذهبيّة الهولنديّة، والذي اعتمد مبدأ بساطة الطرح واستخدام تقنية الخداع البصري. وبعد موت الرسام فُقدت اللوحة لمدة قرنين من الزمن قبل أن يُعاد اكتشافها في مدينة بروكسل. كما لعبت اللوحة دورًا أساسيًّا في حصول رواية طائر الحسون للكاتبة الأمريكية دونا تارت على جائزة بوليتزر، والتي تُرجمت إلى العربيّة، وحُوّلت فيما بعد إلى فيلم حمل نفس الاسم، وبلغت ميزانيته أربعين مليون دولار أمريكي.

## الوصف

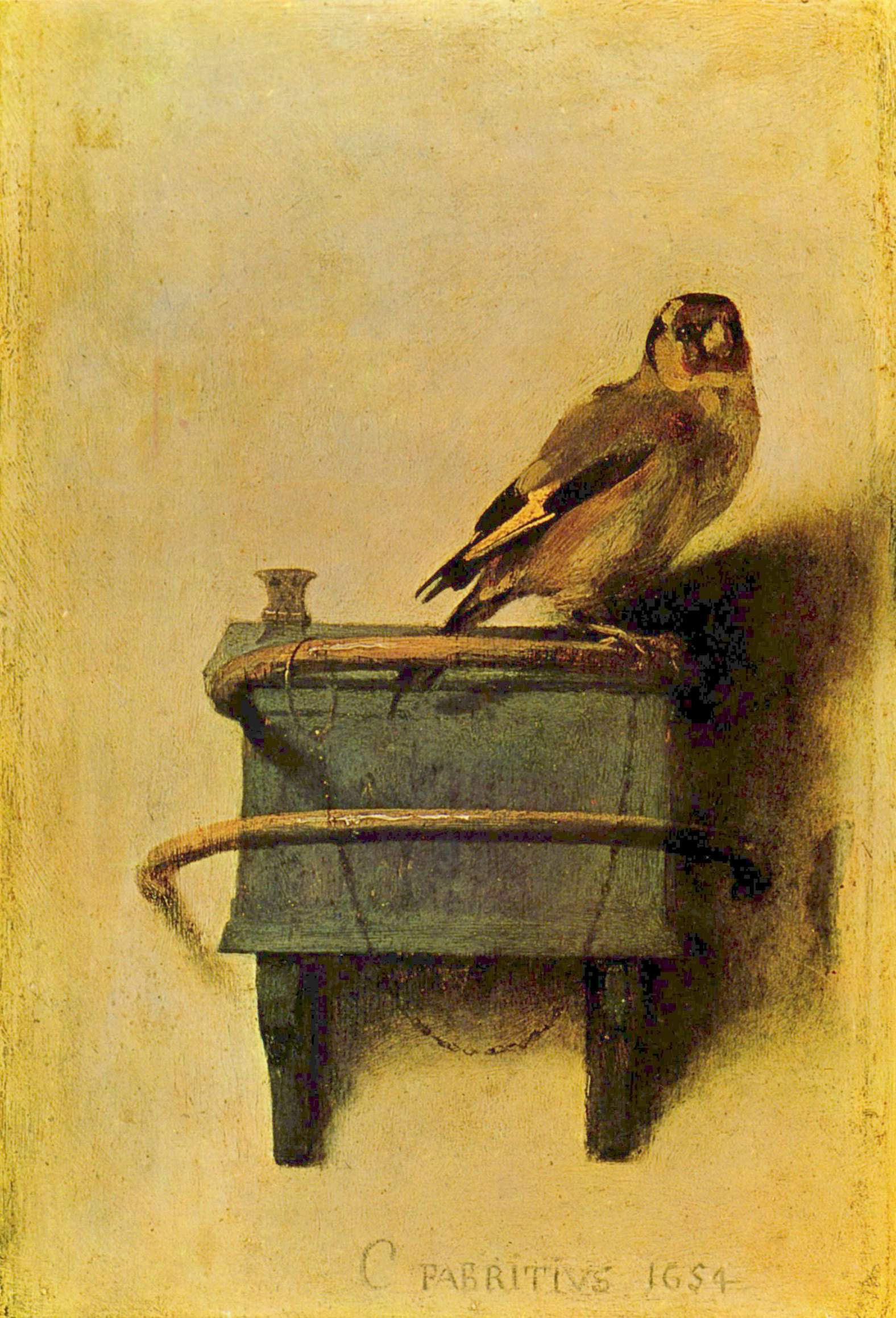
اللوحة قبل ترميمها عام 2003

الحسون الذهبي هي رسم زيتي على لوحة الرسم بأبعاد 33.5 سم الارتفاع، و22.8 سم العرض، وهي الآن أحد مقتنيات متحف ماورتشهاوس في مدينة لاهاي الهولندية، وقد أعلن عن بعض خواصها الفيزيائية في عام 2003 عندما رُمّمت، ولأن الطلاء الذي يحتوي على الرصاص يحد من فعالية الأشعة السينية التقليدية و‌الأشعة تحت الحمراء، استخدم كبير الخبراء في عملية الترميم يورجين وادوم ماسحًا ضوئيًا للتصوير المقطعي للتخلص من طبقة الطلاء رقميًّا ومعرفة ما يقبع تحتها. يبلغ سمك اللوح الذي رُسِمَتْ اللوحة عليه 8 - 10 مم، وهو عميق بشكل غير اعتيادي بالنسبة للوحة صغيرة، ويشير إلى أنه ربما كان في السابق جزءًا من قطعة خشبية أكبر حجما، والدليل على ذلك هو بقايا دبوس خشبي، مما يشير إلى أن الألواح الأصلية قد رُبطَت بالمسامير والغراء. قبل وضعها في الإطار، كان للوحة حد أسود 2 سم، وثُبّتَ إطار مذهّب عليه لاحقًا بعشرة مسامير ضمن مسافات متساوية. لم تصل المسامير إلى الجزء الخلفي من اللوحة لذا لا يوجد دليل على وجود دعامة خلفية للوحة. أُزيلَ الإطار بعد ذلك تاركًا فقط خطًّا متبقيًّا لبقايا مركب نحاسي مُخضر. ثم قام فابريتيوس بتمديد صبغة الخلفية البيضاء إلى الحافة اليمنى، وإعادة طلاء توقيعه، وإضافة الدعامة السفلية. وفي النهاية، أُعِيد طلاء المتبقي من الإطار الأسود باللون الأبيض بشكل واضح.
يحتوي الجزء الخلفي من اللوحة على أربعة ثقوب مسمار، وستة ثقوب أخرى بالقرب من الجزء العلوي، مما يشير إلى طريقتين مختلفتين لتعليق اللوحة في أوقات مختلفة. وحسب رأي مؤرخة الفن ليندا ستون فيرير، فإن اللوحة رُبما تكون إما مثبتة على العارضة الداخلية لنافذة أو كانت غطاء حماية مفصلي لطلاء آخر مثبت على الحائط.
أثناء إعادة ترميم اللوحة، لُوحِظَ أن سطح اللوحة به العديد من الخدوش الصغيرة التي يجب أن تكون قد تشكلت عندما لم يكن الطلاء جافًا تمامًا، حيث لم يكن هناك تشقق. كما أنه من الممكن أن يكون الضرر الطفيف ناتجًا عن الانفجار الذي أودى بحياة الرسام. أزال الترميم الورنيش الأصفر القديم وأظهر الألوان الأصلية، التي وصفها الناقد الفني تيوفيل توغي برغر في عام 1859 بـ⟨«جدار شاحب» و«لون مشرق»⟩

## طائر الحسون
تظهر اللوحة طائرًا ذهبيًا أوروبيًا بالحجم الطبيعي واقفًا أعلى وحدة تغذية للطيور، وهي علبة زرقاء بغطاء، مُحاطة بحلقتين نصف خشبيتين مثبتتين على الحائط. يجلس الطائر على الحلقة العلوية، المثبتة إلى ساقه بسلسلة رفيعة. اللوحة مُوقعة ومُؤرّخة، "C fabritivs 1654" في الأسفل.
طائر الحسون هو طائر واسع الانتشار في أوروبا وشمال أفريقيا وغرب ووسط آسيا. كنوع ملون وبتغريداته الجميلة، هنالك اعتقاد أنه يجلب الصحة والحظ الجيد، وقد دُجِّنَ قبل ألفي عام على الأقل.

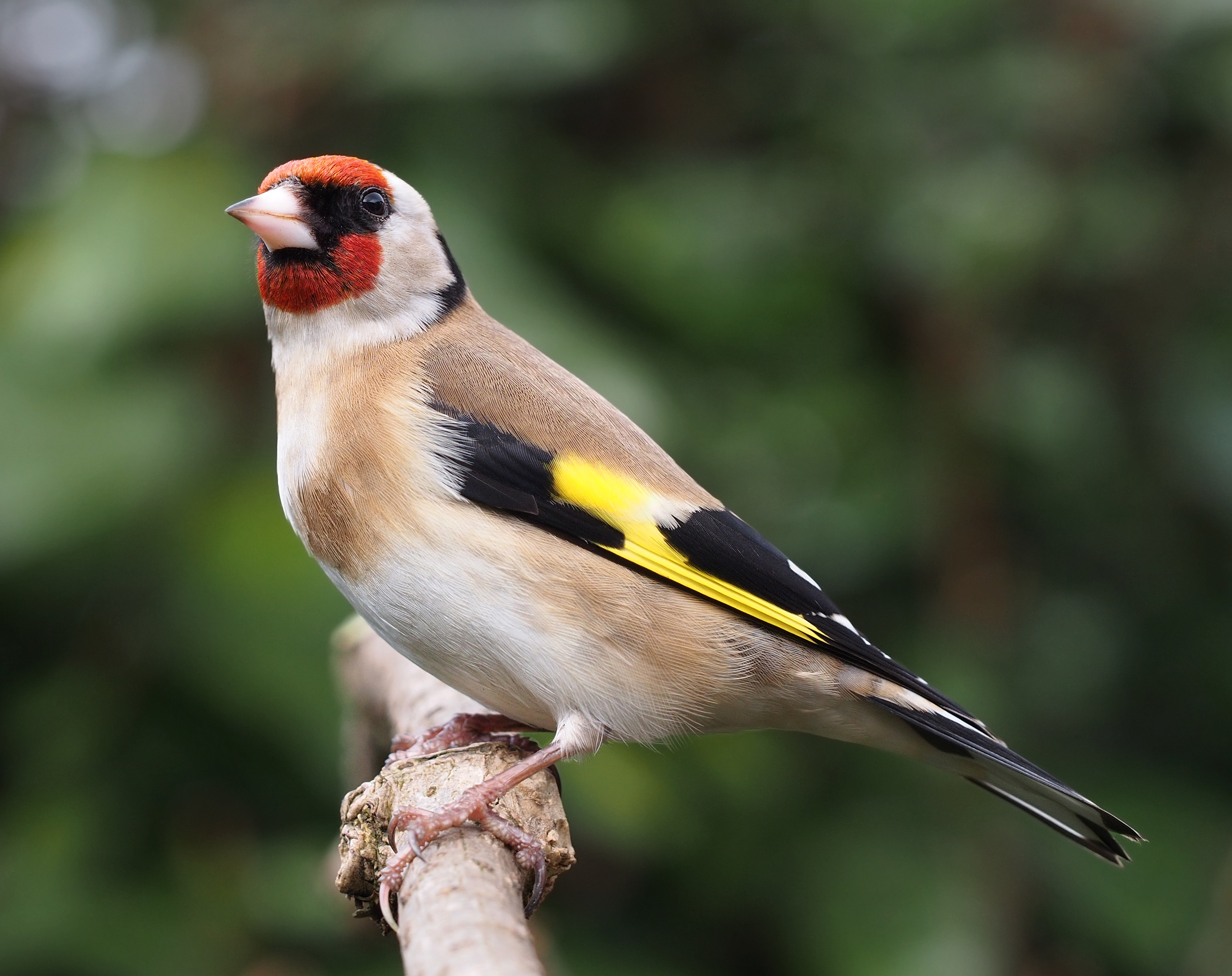
طائر الحسون الأوروبي (الاسم العلمي: Carduelis carduelis)

سجل بلينيوس الأكبر المُؤرِّخ اليونانيّ الشهير أن طائر الحسون يمكن تعليمه القيام ببعض الحيل، وفي القرن السابع عشر، أصبح من المألوف تدريب طيور الحسون على سحب المياه من وعاء عن طريق دلو صغير معلق بسلسلة، العنوان الهولندي للرسم هو لقب لطائر الحسون (بالهولندية: puttertje)‏ ويلفظ بوتيرتيجي، ويرمز إلى سحب المياه كون الطائر كان قادرًا على القيام بهذه الخدعة، وهو اسم قديم لطائر الحسون.
يظهر طائر الحسون كثيرًا في اللوحات، ليس فقط لمظهره الملون ولكن أيضًا لمعانيه الرمزية. فربط المؤرخ بلينيوس الأكبر الطائر بالخصوبة، وربما يشير وجود طائر حسون عملاق بجوار زوجين عاريين في لوحة حديقة المباهج الأرضية الثلاثية من قبل الرسام الهولندي السابق هيرونيموس بوس إلى هذا الاعتقاد.
تُظهر ما يقرب من 500 لوحة دينية من لوحات عصر النهضة الإيطالية، معظمها من قبل فنانين إيطاليين، الطائر، بما في ذلك لوحة مادونا ليتا لليوناردو دا فينشي (1490-1491)، ولوحة مادونا ديل كارديلينو للرسام الإيطالي رفائيل (1506)، ولوحة الميلاد للرسام بييرو ديلا فرانشيسكا (1470-1475) في المسيحية في العصور الوسطى. كما يرمز ارتباط طائر الحسون بالصحة إلى الفداء، وعادتها في التغذية على بذور النباتات الشائكة، مع وجهها الأحمر، التي بشرت بصلب يسوع، حيث من المفترض أن الدم تناثر على وجه الطائر أثناء محاولته إزالة تاج الشوك من على رأس يسوع. أُنشِئَ العديد من هذه اللوحات التعبدية في منتصف القرن الرابع عشر تزامنًا مع انتشار جائحة الموت الأسود في أوروبا.

### طائر الحسون في الفن

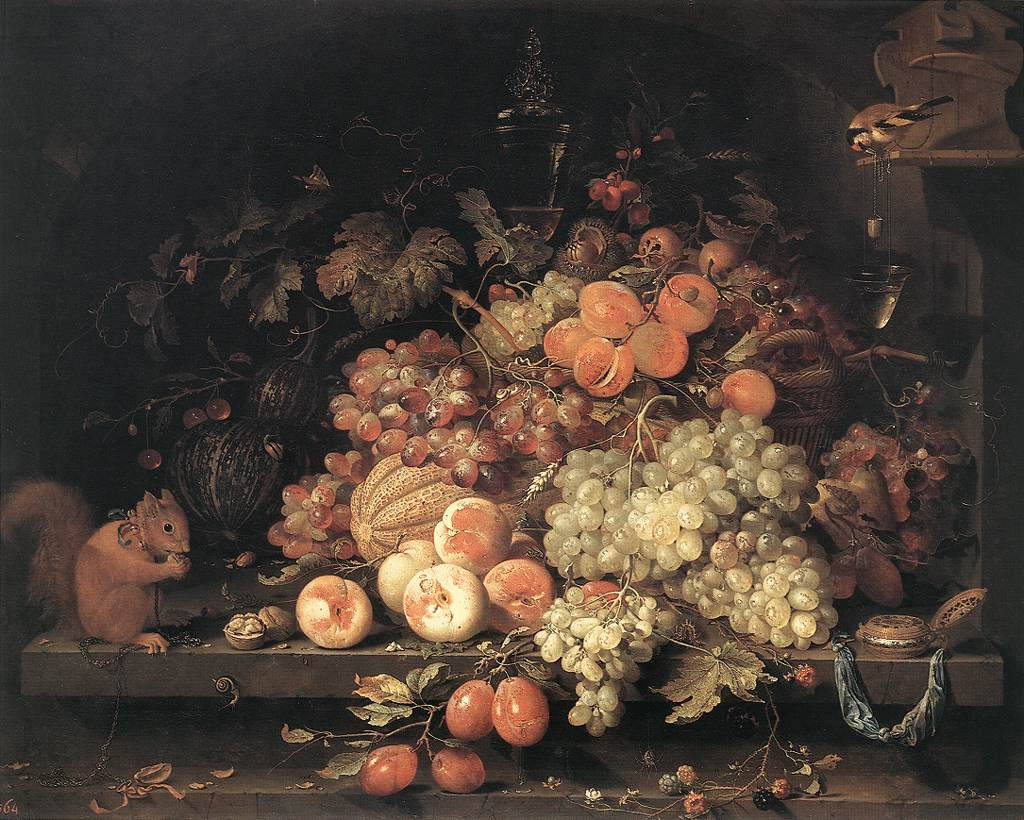
لوحة كومة من الفاكهة مع سنجاب وطائر للرسام الهولندي أبراهام مغنون والتي رسمها (حوالي 1668) ويظهر في اللوحة سلوك السحب المائي للطائر.
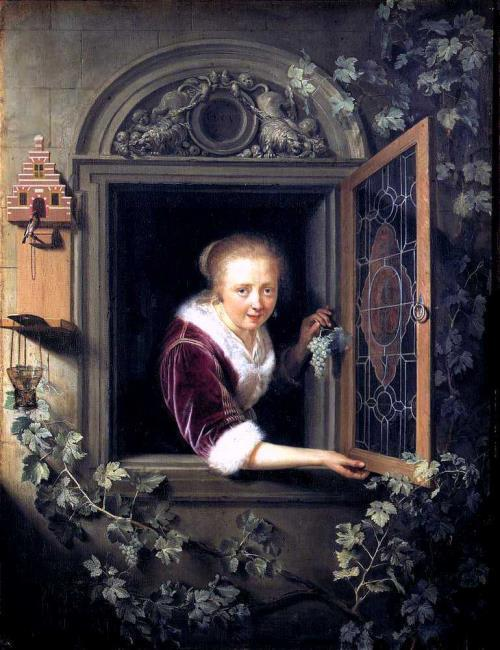
لوحة للرسام الهولندي جيرار دو تُظهر فتاة في نافذة مع مجموعة من العنب، وطائر الحسون، (1662).
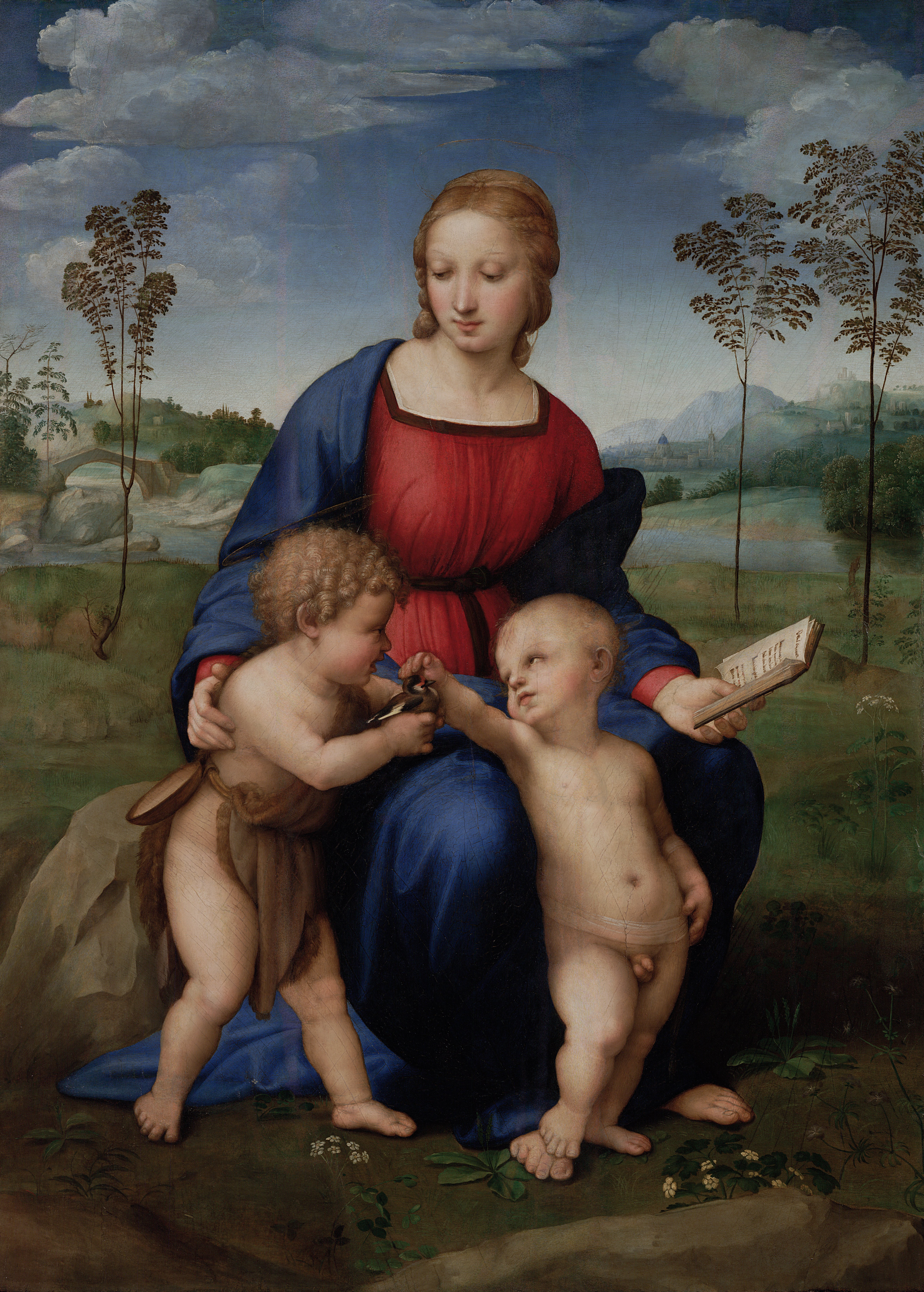
لوحة مادونا ديل كارديلينو للرسام الإيطالي رفائيل (1505–1506) تُظهر امرأة في فستان من القرون الوسطى مع طفلين صغيرين وطائر حسون.
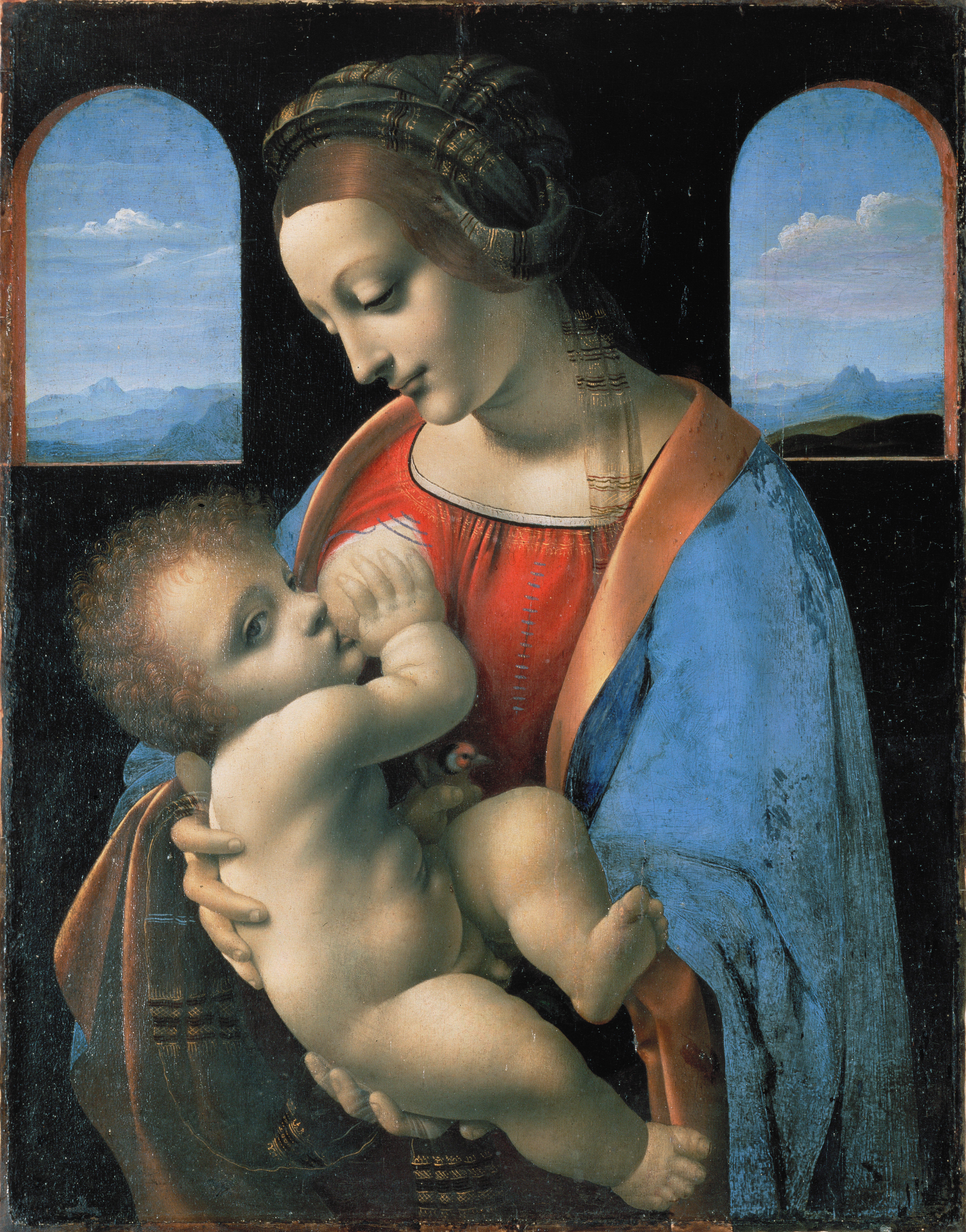
لوحة مادونا ليتا للموسوعي ليوناردو دا فينشي في منتصف عام (1940).
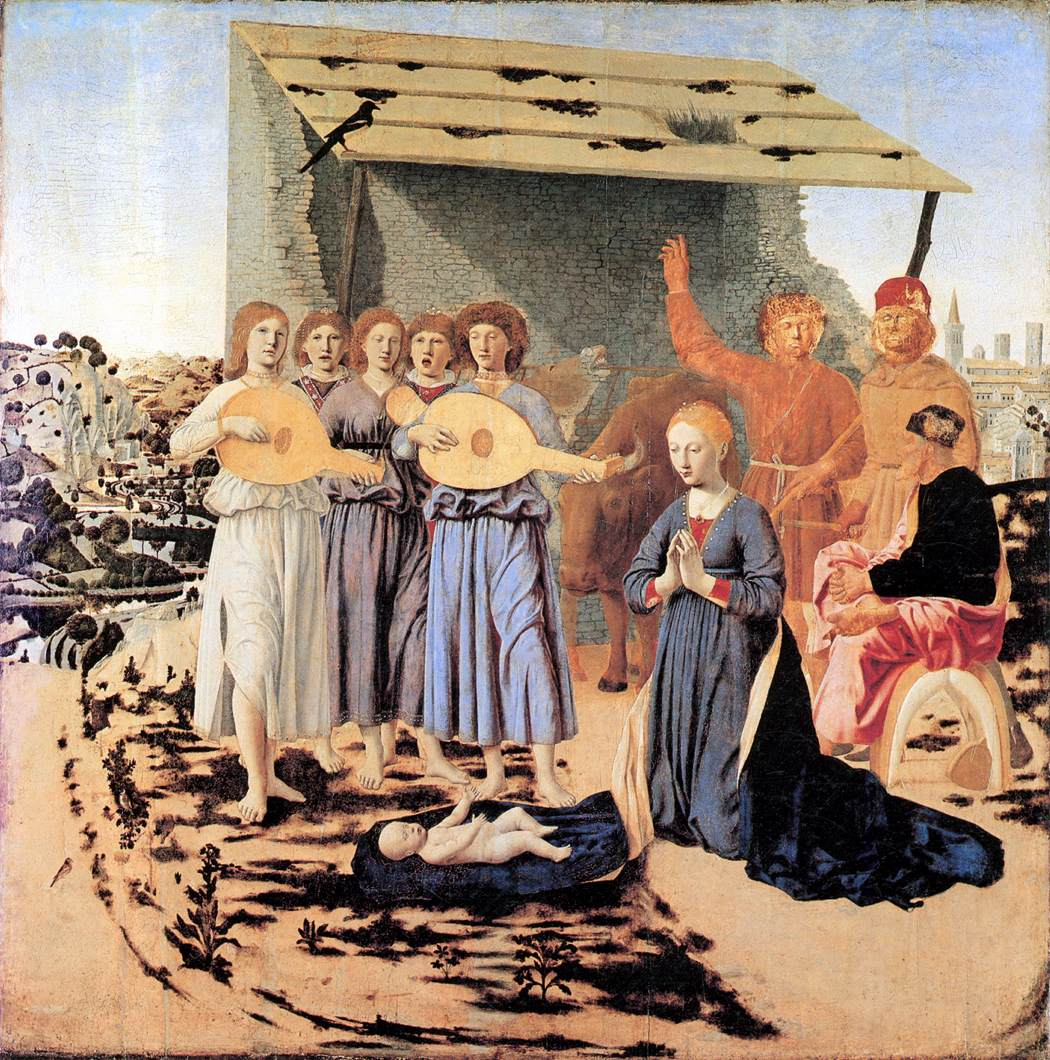
لوحة المهد للرسام الإيطالي بييرو ديلا فرانشيسكا (1470-1475)، ويظهر في اللوحة طائر الحسون.

## الأسلوب
لوحة طائر الحسون هي لوحة ترمبلوي استُخدِمت فيها تقنيات فنية لخلق الوهم العميق، لا سيما من خلال الرسم المنظوري للرأس، وأيضًا من خلال إبراز الحلقات وقدم الطائر والظلال القوية على الجدار الذي يحمل الطائر. كما أن الخطوط الجريئة من الألوان الزاهية أعلاه واللمسات الأخف من الألوان الباهتة أدناه تزيد أيضًا من التأثير البصري. يبدو المشهد أسفل الطائر فارغاً قليلاً، مما يشير إلى أنه كان من المفترض أن يتم تركيبه في موضع مرتفع. يشير عدم وجود إطار في البداية أيضًا إلى أن اللوحة ربما تم تركيبها لتبدو واقعية، وربما كانت جزءًا من مجموعة أكبر من اللوحات الوهمية.
تعتمد افتراضات مؤرخة الفن ليندا ستون فيرير، على أنها ربما كانت في وقت من الأوقات جزءًا من دعامة النافذة، وتعتمد جزئيًا على اللوحة التي تعطي وهم طائر جاثم حقيقي للمارة، وهو ما يتوافق مع موقع مرتفع. حيث لاحظت أهمية النوافذ كإعدادات للصور خلال العصر الذهبي الهولندي واستخدام مربعات المنظور لإنشاء تصميمات داخلية واقعية. استخدم فابريتيوس مربع منظور لخلق عمق في اللوحات كما استخدم نفس التقنية في لوحات أخرى كما يظهر في لوحة منظر من دلفت والتي رسمها فابريتيوس عام 1652.
استخدم فابريتيوس أبيض الرصاص كقاعدة للجص الكريمي للجدران، على النقيض من الظل القاتم للطائر. واعتبر مؤرخ الفن أندرو غراهام ديكسون أن مزيج الألوان في الظل المنتشر حجب بعض تقنيات الانطباعيين الفرنسيين في القرن التاسع عشر وفناني ما بعد الانطباعية.
كما أن تقنية ترمبلوي معروفة منذ العصور القديمة، وروى المؤرخ بليني قصة زيوكس الذي رسم لوحة العنب الحقيقي لدرجة أن الطيور تطير إلى أن تنقر عليهم. كما أن لوحة الباشق للرسام الإيطالي ياكوبو دي بارباري هو مثال آخر على استخدام تقنية الخداع البصري في عصر النهضة على لوحة بدت وكأنها تهدف إلى خلق وهم حقيقي للناس الذين يمرون النافذة. وعلى الرغم من أن العديد من معاصري فابريتيوس، بما في ذلك رامبرانت الذي استخدم تأثيرات مماثلة، فإن تصوير طائر واحد هو نسخة بسيطة من هذا النوع، وبساطة التصميم إلى جانب تقنية المنظور جعل لوحة الحسون الذهبي فريدة من نوعها بين لوحات العصر الذهبي الهولندي. كان فابريتيوس قد جرب تقنية ترمبلوي في بورتريه للتاجر الهولندي أبراهام دي بوتر (1649) حيث قام برسم الأظافر بطريقة بارزة حيث بدت كأنها حقيقية.
اعتبر مؤرخ الفن ويلهلم مارتن (1876–1954) أنه لا يمكن مقارنة لوحة طائر الحسون إلا بـ الطبيعة الميتة لطائر الحجل والقفازات التي رسمها ياكوبو دي بارباري في 1504، قبل أكثر من 100 عام
رُسِمَت لوحة الحسون بضربات فرشاة عريضة، مع تصحيحات طفيفة فقط لاحقة لمخططه، في حين أُضيفت التفاصيل، بما في ذلك السلسلة، بدقة عالية. يختلف أسلوب فابريتيوس عن أسلوب رامبرانت النموذجي، الذي يعتمد الجلاء والقتمة في استخدامه لضوء النهار البارد والرسم المنظوري، وشخصيات داكنة على خلفية فاتحة، على الرغم من أنه احتفظ ببعض تقنيات معلمه مثل استخدام نهاية مقبض الفرشاة لخدش الخطوط من خلال الطلاء السميك.

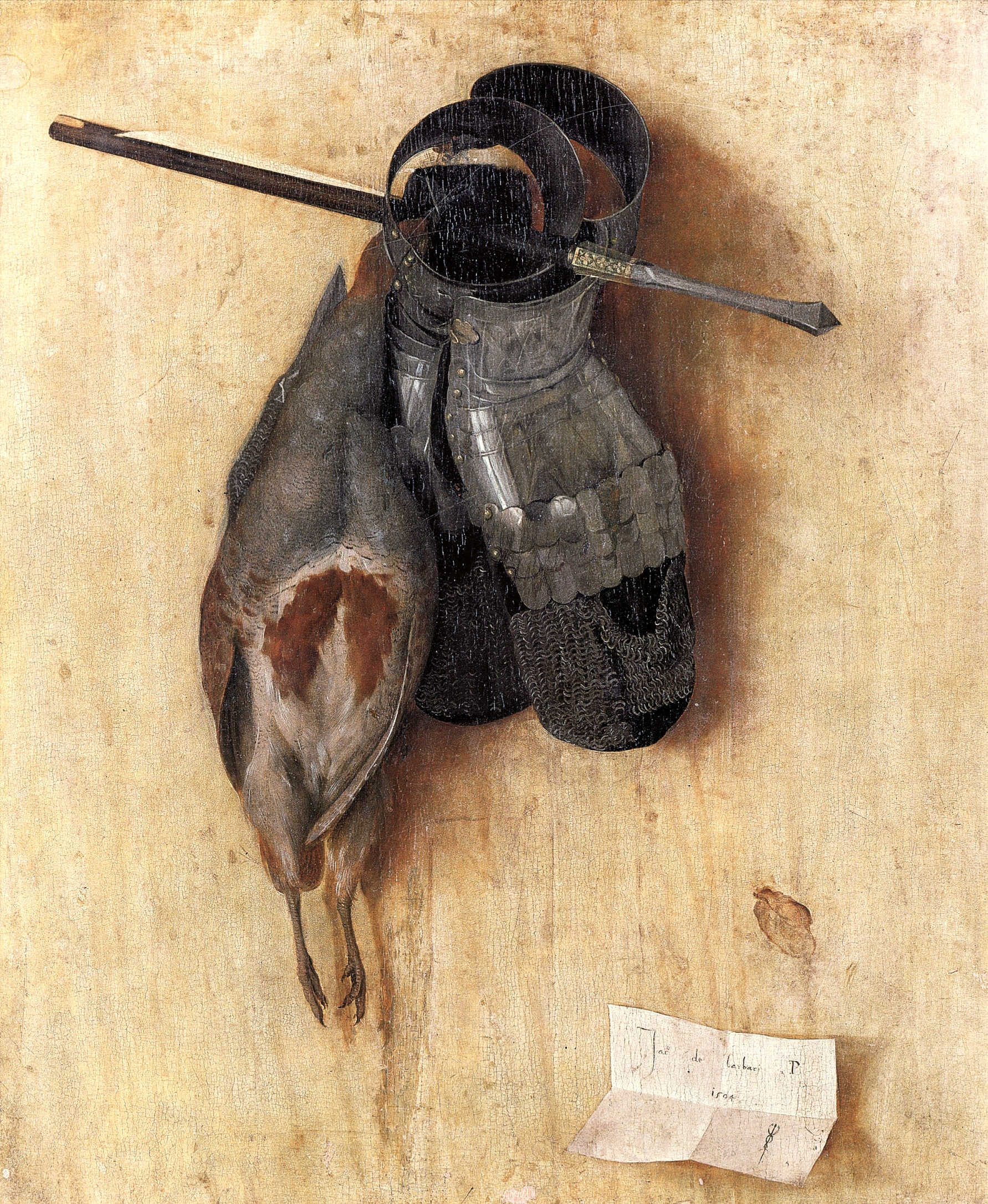
لوحة الطبيعة الميتة لطائر الحجل والقفازات (طائر ميت وقفازات جلدية معلقة على الحائط) للرسام الإيطالي ياكوبو دي بارباري (1504)
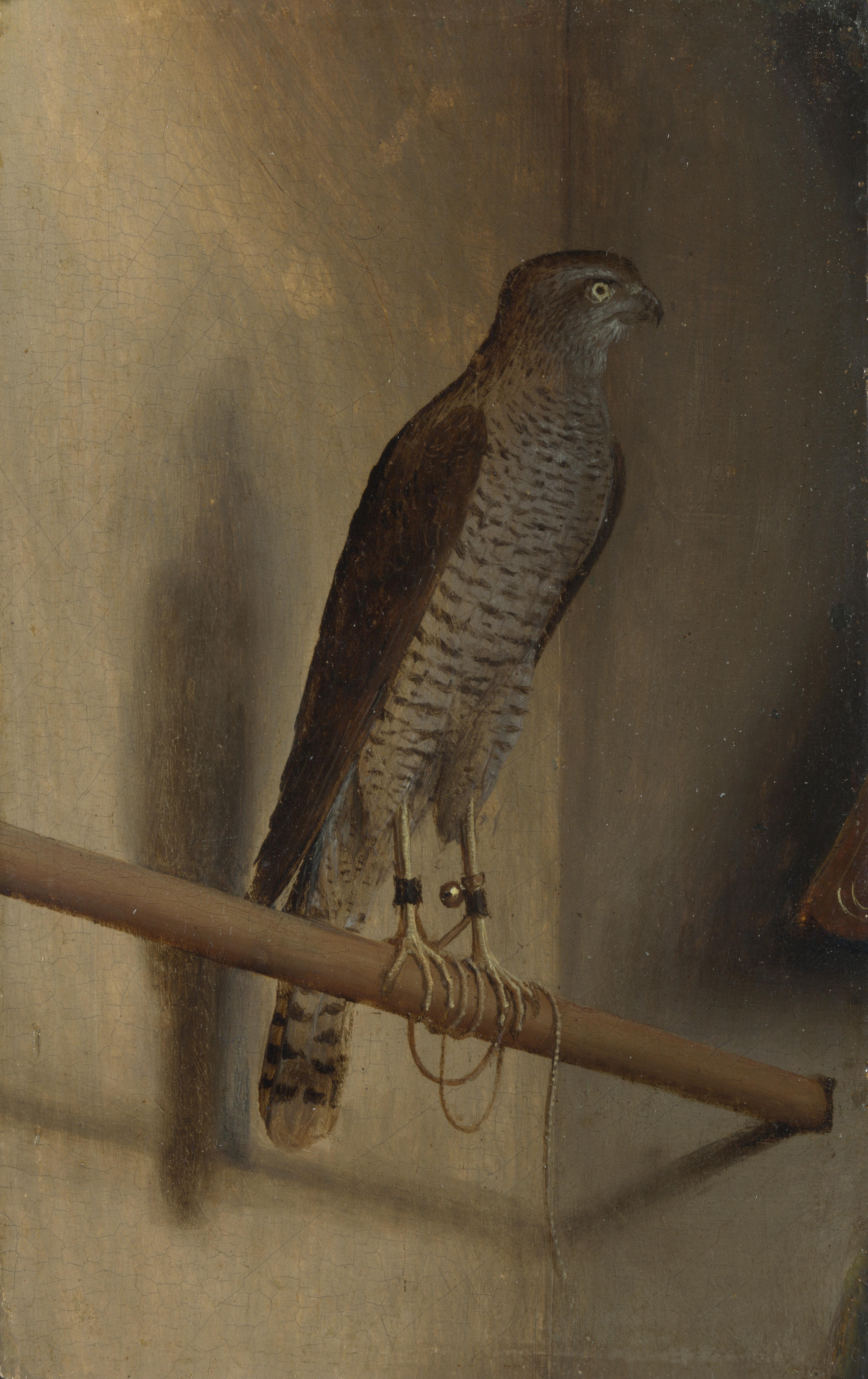
لوحة الباشق تظهر طائر الباشق الأوراسي للرسام الإيطالي ياكوبو دي بارباري (عقد 1510)
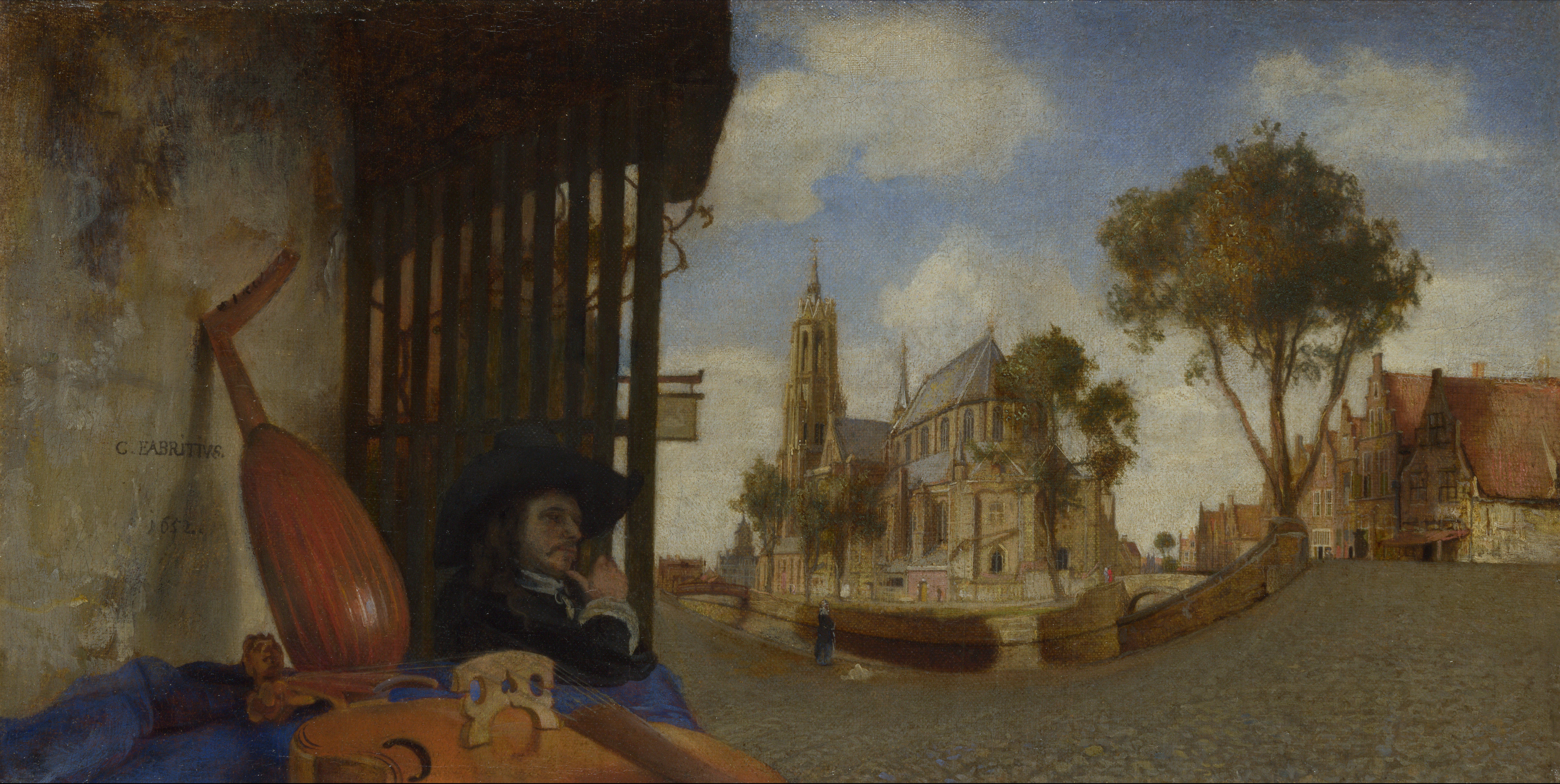
لوحة منظر من دلفت للرسام كارل فابريتيوس في القرن السابع عشر بين عامي (1642-1654)
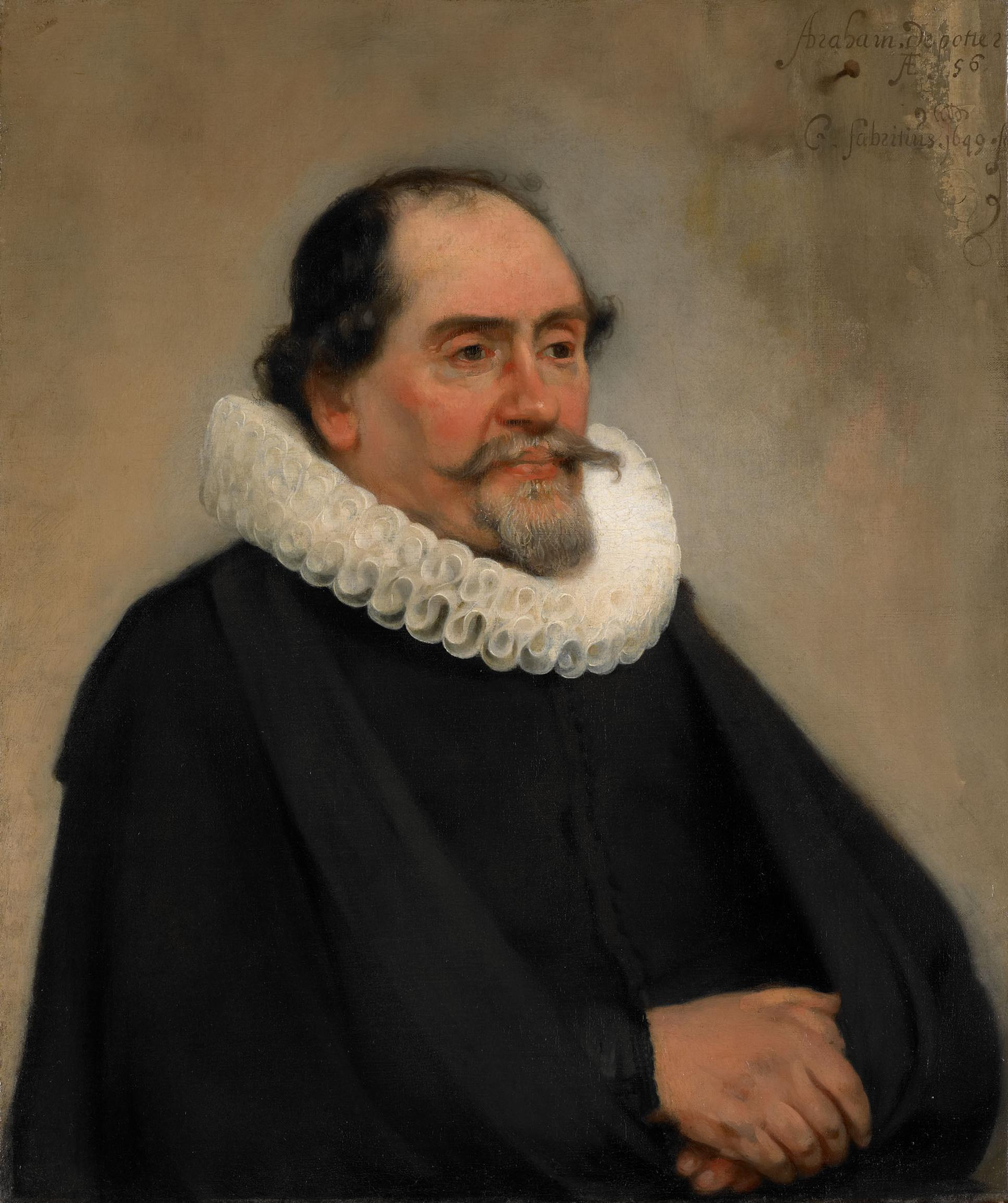
لوحة أبراهام دي بوتر لفابريتيوس (1649)

## الرسام

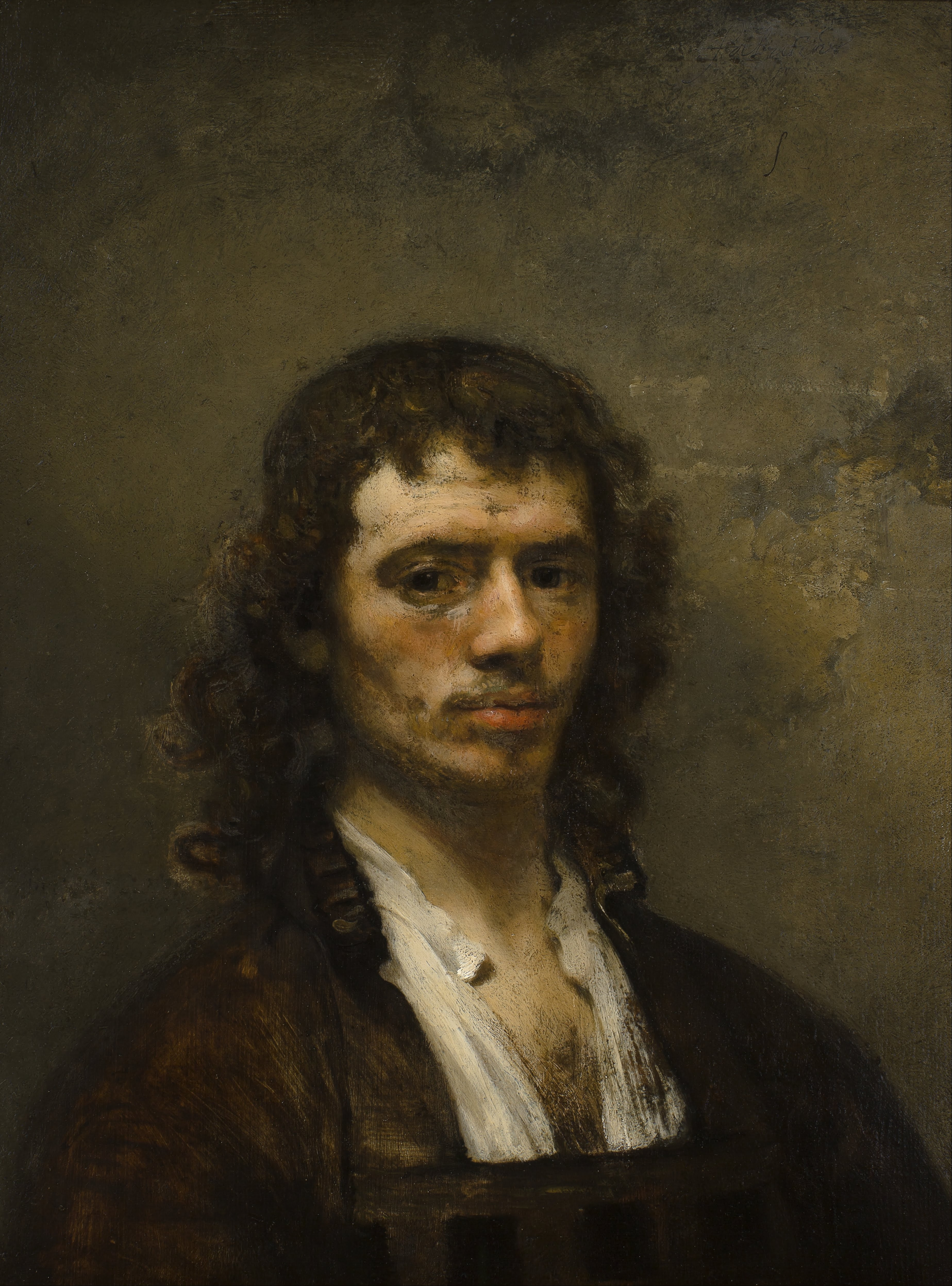
صورة فابريتيوس الذاتية (حوالي 1645)

ولد كاريل فابريتيوس عام 1622 في ميدنبيمستر في الجمهورية الهولندية. في البداية كان يعمل نجارًا، وكان والده وإخوانه بارنت فابريتيوس و‌يوهانس فابريتيوس رسامين، وعلى الرغم من عدم تدربهم رسميًّا على الفن، إلا أن موهبة فابريتيوس أكسبته مكانًا في استوديو رامبرانت في أمستردام. انتقل إلى أمستردام في عام 1641، وهو العام الذي تزوج فيه فابريتيوس من زوجته الأولى، وبعد وفاتها في عام 1643، عاد إلى ميدنبيمستر، حيث عاش حتى أوائل خمسينيات القرن السادس عشر، وفي عام 1652، عاد إلى دلفت، حيث انضم إلى نقابة سان لوك.
توفي فابريتيوس عن عمر 32 عامًا، وكانت وفاته بسبب الانفجار الذي وقع في مدينة دلفت في الثاني عشر من أكتوبر عام 1654 حيث انفجر مستودعًا للبارود أدى إلى تدمير جزء من المدينة وقُتل أكثر من مئة شخص، وجُرح الآلاف، وكان من بين الذين ماتوا فابريتيوس الذي كان في مرسمه آنذاك، وكما دُمرت معظم لوحاته، ولم يسلم إلا القليل من أعماله، ووفقًا لكاتب السير أرنولد هوبراكن، فإن طالب فابريتيوس، وماتياس سبورز، و‌شماس الكنيسة سيمون ديكر، ماتوا أيضًا نتيجة للانفجار. رُسِمَ طائر الحسون في العام الذي مات فيه فابريتيوس.
كانت أعمال فابريتيوس موضع تقدير كبير من قبل معاصريه، وأثر أسلوبه على الرسامين الهولنديين البارزين الآخرين في تلك الفترة، بما في ذلك بيتر دي هوخ، و‌إيمانويل دي ويت، و‌يوهانس فيرمير. استخدم فيرمير، الذي عاش أيضًا في دلفت، على وجه الخصوص جدرانًا باهتة مماثلة، تلبسها أشعة الشمس الساطعة، وقد قيل إنه كان طالب فابريتيوس، على الرغم من عدم وجود دليل حقيقي على ذلك.

## التسلسل الزمني للوحة

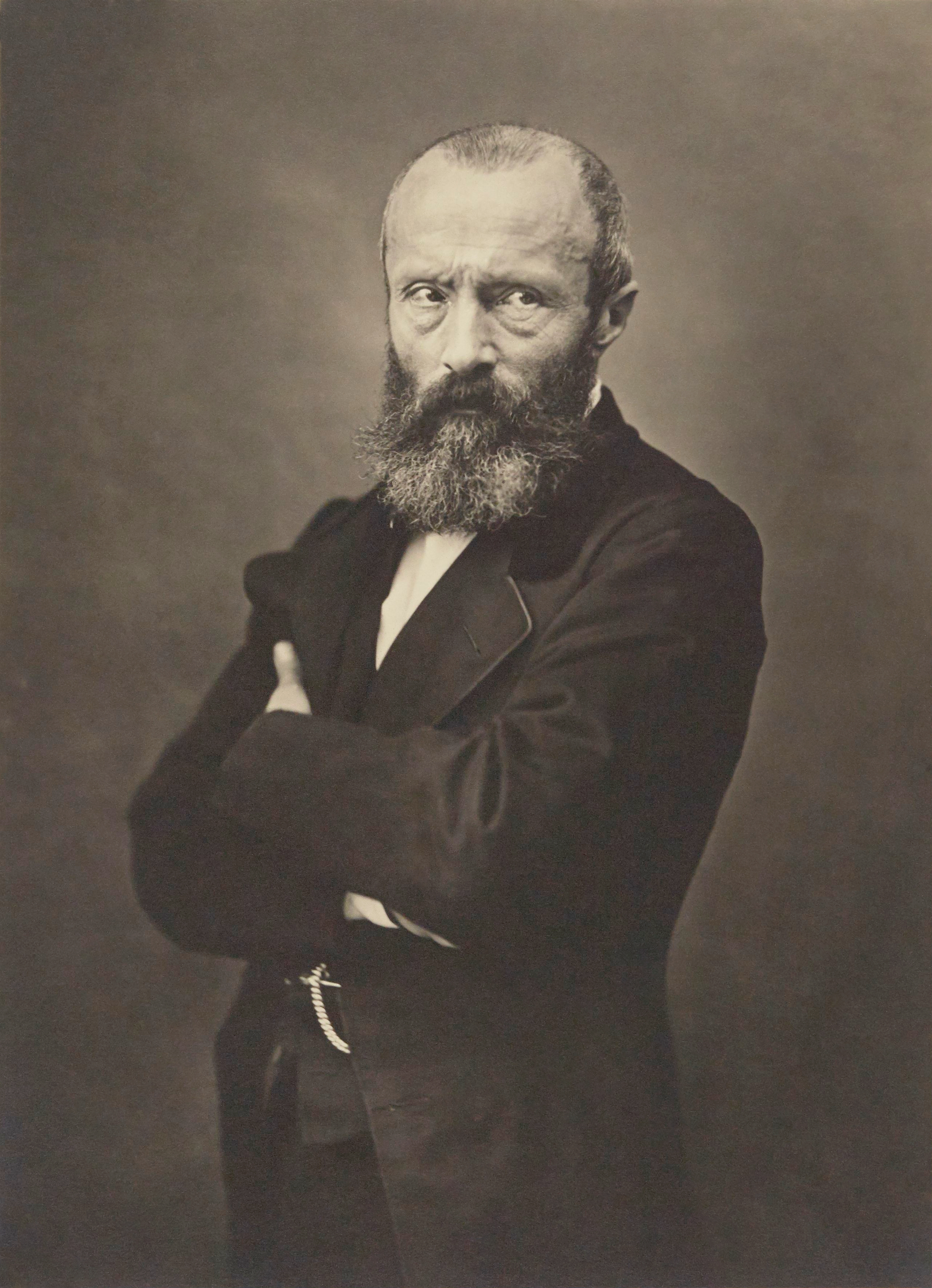
تيوفيل توغي برغر للمصور نادر بين 1853 و1869

فُقِدت لوحة طائر الحسون وظلت غير معروفة لأكثر من قرنين إلى أن اكتشفت عام 1859، من قِبل تيوفيل توغي برغر، الذي ساعد في إعادة اكتشاف أعمال الرسام يوهانس فيرمير. وقد وجدت اللوحة ضمن مقتنيات الفارس جوزيف جيلوم جان كامبرلين وهو ضابط سابق بالجيش الهولندي، توفي في بروكسل، وانتقلت اللوحة إلى ورثته من عام 1861 حتى 1865، حيث تنازلوا عن اللوحة وأعطوها تيوفيل ثوري برغر عام 1865، والذي تركها بدوره مع بقية مجموعته لرفيقته، أبولين لاكروا عام 1869، وذلك بعد ثلاث سنوات من أول معرض لها في باريس عام 1866. في 5 ديسمبر 1892، بِيعت اللوحة لإتيان هارو، وهو رسام، ومرمم، وتاجر فني، مقابل 5.500 فرنك في مزاد فندق دروو في باريس، وفي 27 فبراير 1896، اشتراها أبراهام بريديوس أمين متحف ماورتشهاوس، مقابل 6.200 فرنك ضمن مجموعة إميل مارتينيت والتي بيعت في مزاد فندق دروو. تضمنت مجموعة مارتينيت أعمالًا منسوبة لفنانين مشهورين، فبالإضافة إلى لوحة الحسون لفابريتيوس، تضمنت أعمالا لرامبرانت، و‌فرانثيسكو غويا، و‌يان ستين، و‌جان بابتيست كامي كورو، والآن اللوحة موجودة في متحف ماورتشهاوس في لاهاي.

## المراجع والمعارض الثقافية

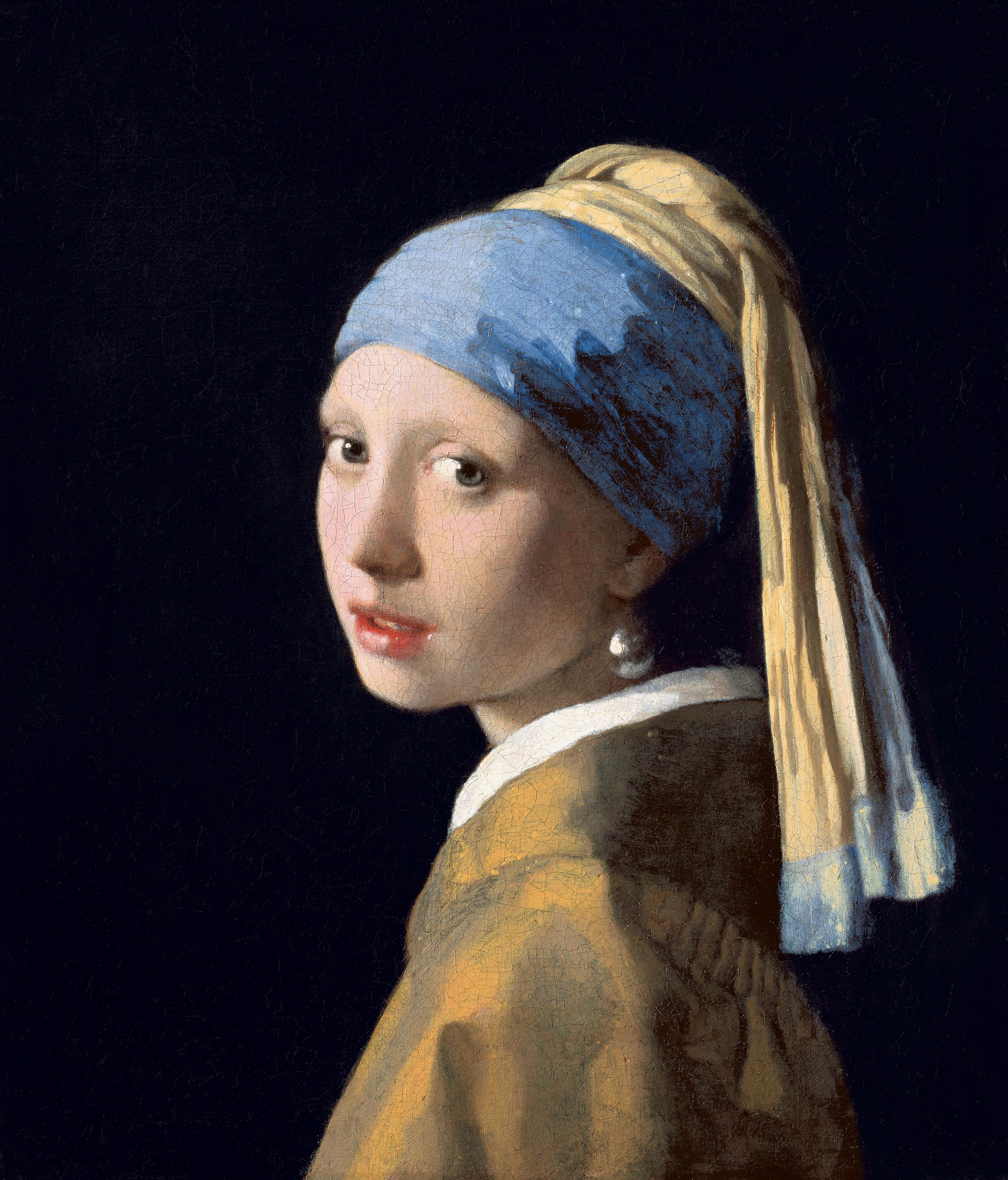
كانت الفتاة ذات القرط اللؤلؤي (حوالي 1665) من فيرمير جزءًا من الجولة العالميّة 2013 – 2014 في لوحات ماورتشهاوس.